# Chananja ben Chiskija ben Garon
Chananja ben Chiskija ben Garon (hebräisch חנניה בן חזקיה בן גרון; erstes Jhd. v. Chr.) war ein jüdischer Gelehrter aus der Zeit der Schulen von Hillel und Schammai.
Er soll maßgeblich dafür gesorgt haben, dass das Buch Ezechiel in den Bestand der Hebräischen Bibel (Tanach) aufgenommen wurde.
Er soll auch der Verfasser der Megillat Taanit sein.